# Tambacounda (região)
Tambacounda é uma das catorze regiões que dividem o Senegal.

## Departamentos
A região de Tambacounda está dividida em quatro departamentos:
- Bakel
- Goudiry
- Koumpentoum
- Tambacounda

## Demografia
| População da região de Tambacounda (2008–2015) | População da região de Tambacounda (2008–2015) | População da região de Tambacounda (2008–2015) | População da região de Tambacounda (2008–2015) | População da região de Tambacounda (2008–2015) | População da região de Tambacounda (2008–2015) | População da região de Tambacounda (2008–2015) | População da região de Tambacounda (2008–2015) |
| ---------------------------------------------- | ---------------------------------------------- | ---------------------------------------------- | ---------------------------------------------- | ---------------------------------------------- | ---------------------------------------------- | ---------------------------------------------- | ---------------------------------------------- |
| 2008                                           | 2009                                           | 2010                                           | 2011                                           | 2012                                           | 2013                                           | 2014                                           | 2015                                           |
| 613.066                                        | 630.247                                        | 651.018                                        | 668.804                                        | 688.973                                        | 707.727                                        | 726.783                                        | 746.118                                        |